# Ford v Ferrari
Ford v Ferrari és una pel·lícula biogràfica de drama i acció estatunidenca de 2019 dirigida per James Mangold. És protagonitzada per Christian Bale i Matt Damon, mentre que Jon Bernthal, Rem Girone, Caitriona Balfe, Noah Jupe i Tracy Letts actuen en papers secundaris. La càmara segueix a un excèntric i decidit equip d'enginyers i dissenyadors nord-americans, dirigit pel visionari automotriu Carroll Shelby i el seu conductor britànic, Ken Miles, els que són enviats per Henry Ford II i Lee Iacocca amb la missió de construir des de zero un automòbil completament nou amb el potencial per finalment derrotar el sempre dominant Ferrari en les 24 Hores de Le Mans de 1966 a França. S'ha subtitulat al català.
La pel·lícula va ser estrenada el 15 de novembre del 2019 per Walt Disney Studios Motion Pictures sota el seu segell 20th Century Fox.

## Argument
En 1963, el vicepresident de Ford Motor Company, Lee Iacocca, li proposa a Henry Ford II comprar Ferrari amb pocs diners com un mitjà per augmentar les seves vendes d'automòbils en participar en les 24 Hores de Le Mans. Enzo Ferrari, però, abandona el tracte, ja que Fiat li ofereix un tracte més lucratiu que li permet conservar la seva propietat de la Scuderia Ferrari. Un furiós Henry II ordena a la seva divisió de carreres construir un acte per derrotar Ferrari a Le Mans. Per a aquesta tasca, Iacocca contracta el propietari de Shelby Automobiles, Carroll Shelby, un pilot de carreres que va guanyar Le Mans el 1959, però que es va veure obligat a retirar-se a causa d'una afecció cardíaca. Al seu torn, Shelby aconsegueix l'ajuda de Ken Miles, un corredor britànic de mal geni i mecànic en dificultats econòmiques.
Shelby i Miles proven el prototip Ford GT40 Mk I en el Aeroport Internacional de Los Angeles, resolent tots els seus defectes de disseny fins que està llest per a la carrera. Al creure que Miles no és el seu conductor ideal, Ford opta per enviar a Phil Hill i Bruce McLaren a Le Mans de 1965. Com va predir Miles, cap dels Ford acaba la carrera. Mentre que Henry II veu això com una derrota humiliant, Shelby li explica que el GT40 va infondre por a Ferrari, ja que va arribar als 350 km / h (218 M / h), a la recta de Mulsanne abans que l'acte es trenqués. Shelby i Miles continuen desenvolupant el GT40 Mk II, però Miles gairebé mor quan els frens de l'acte fallen durant unes proves. En 1966, el vicepresident sènior de Ford, Leo Beebe, es fa càrrec de la divisió de carreres, amb la intenció de continuar el programa sense Miles, però Shelby puja a Henry II al GT40 per convèncer-ho que si Miles guanya les 24 hores de Daytona, guanyarà Le Mans.
L'equip de curses de Ford amb Miles ingressa a Daytona, però Beebe té un segon acte desenvolupat amb l'equip de NASCAR Holman-Moody donant-li suport. Mentre que l'equip de Holman-Moody té parades a boxes més ràpides, Shelby fa que Miles augmenti el límit del seu acte a 7,000 RPM, el que el fa guanyar la cursa.
En la carrera de les 24 hores de Le Mans de 1966, Miles lluita amb una porta que no tanca durant la primera volta, però després que l'enginyer de l'equip Phil Remington arregla la porta amb una maça, Miles comença a establir rècords de tornada mentre aconsegueix als Ferrari. Mentre competeix amb el pilot de Ferrari Lorenzo Bandini, Miles experimenta falles en els frens i els reemplaça durant la seva parada en boxes. Enzo Ferrari protesta per la mesura, però Shelby els explica als oficials de la carrera que el canvi de frens és legal. Miles i Bandini s'enfronten una vegada més a la recta de Mulsanne fins que Bandini vola el seu motor, eliminant per complet a Ferrari de la carrera. Amb tres actuacions Ford en les tres primeres posicions, Beebe li ordena a Shelby que faci que Miles disminueixi la velocitat perquè els altres dos Ford ho aconsegueixin i li donin a la premsa un arrogant acabat fotogràfic amb els tres Ford creuant la línia de meta al mateix temps. Inicialment, Miles està en contra d'aquesta decisió i continua establint nous rècords de tornada prop del final de la carrera, però decideix deixar que Ford se surti amb la seva en l'última volta. Finalment, Bruce McLaren és declarat guanyador per un tecnicisme, però Miles està agraït amb Shelby per complir la seva promesa de competir a Le Mans.
Dos mesos després de Le Mans, mentre prova el J-car al Circuit de Riverside, Miles torna a experimentar falles en els frens i mor en el xoc resultant. Sis mesos després, Shelby visita a la vídua de Miles, Mollie, i al seu fill Peter, i li dona a Peter una clau anglesa que Miles li va llançar abans de guanyar una cursa de SCCA en Willow Springs el 1963. A l'acabar la pel·lícula s'explica que Ford continuaria la seva ratxa guanyadora a Le Mans el 1967 (amb el GT40 Mk IV, desenvolupat basant-se el J-car), 1968 i 1969, convertint-se en l'únic fabricant nord-americà a guanyar la prestigiosa cursa. Miles seria induït pòstumament a la Sala de la Fama dels Esports de Motor d'Amèrica el 2001.

## Repartiment
- Matt Damon com a Carroll Shelby
- Christian Bale com a Ken Miles
- Jon Bernthal com a Lee Iacocca
- Rem Girone com a Enzo Ferrari
- Ray McKinnon com a Phil Remington
- Caitriona Balfe com a Mollie Miles
- Noah Jupe com a Peter Miles
- Tracy Letts com a Henry Ford II
- JJ Feild com a Roy Lunn
- Gian Franco Tordi com a seguretat de Gianni Agnelli
- Josh Lucas com a Leo Beebe
- Jack McMullen com a Charlie Agapiou
- Benjamin Rigby com a Bruce McLaren
- Joe Williamson com a Don Frey
- Alex Gurney com a Dan Gurney
- Corrado Invernizzi com a Franco Gozzi
- Ben Collins com a Denny Hulme
- Francesco Bauco com a Lorenzo Bandini
- Brent Pontin com a Chris Amon

## Producció
Una pel·lícula basada en la rivalitat entre Ford i Ferrari pel domini en la cursa de resistència de Le Mans havia estat en desenvolupament per molt de temps en 20th Century Fox. Inicialment anava a ser protagonitzada per Tom Cruise i Brad Pitt i tindria un guió original de Jason Keller, però el projecte es va enfonsar després que els escriptors Jez Butterworth i John-Henry Butterworth redactessin un guió. El 5 de febrer del 2018, es va anunciar que James Mangold havia signat dirigir una pel·lícula sobre la rivalitat entre Ford i Ferrari abans de la cursa de Le Mans de 1966, basada en el guió anterior de Jason Keller, Jez Butterworth i John-Henry Butterworth. Més tard, Caitriona Balfe, Jon Bernthal i Noah Jupe es van unir a l'repartiment en papers secundaris. Al juliol de 2018, Jack McMullen es va incorporar a la pel·lícula per interpretar a un dels mecànics britànics clau de Miles, i Tracy Letts també es va unir per interpretar a Henry Ford II, juntament amb Joe Williamson. L'agost de 2018, JJ Feild es va unir a l'repartiment per interpretar a l'enginyer automotriu Roy Lunn, el cap de vehicles de Ford Advanced a Anglaterra i la mà dreta de Henry Ford II. El compositor Marco Beltrami va confirmar en una entrevista que compondria la música de la pel·lícula. Beltrami havia treballat prèviament amb Mangold en El tren de les 3:10, The Wolverine i Logan.
El rodatge va començar el 30 de juliol del 2018 en diferents llocs de Califòrnia, Nova Orleans, Atlanta, Savannah i Statesboro (Geòrgia) i Le Mans, França.

## Estrena
Ford v Ferrari va ser estrenada el 15 de novembre de 2019 a 2D, IMAX 2D i Dolby Cinema, per 20th Century Fox. Anteriorment estava programada per ser estrenada el 28 de juny del mateix any.

## Premis

### Premis Oscar
| Any  | Categoria           | Persona                                      | Resultat |
| ---- | ------------------- | -------------------------------------------- | -------- |
| 2019 | Millor pel·lícula   | Peter Chernin, Jenno Topping i James Mangold | Pendent  |
| 2019 | Millor Muntatge     | Andrew Buckland i Michael McCusker           | Pendent  |
| 2019 | Millor so           | Paul Massey, David Giammarco i Steven Morrow | Pendent  |
| 2019 | Millor edició de so | Donald Sylvester                             | Pendent  |